# Joe il rosso
Pour plus de détails, voir Fiche technique et Distribution.
Joe il rosso est une comédie italienne réalisée par Raffaello Matarazzo et sorti en 1936.

## Synopsis
Stefano, descendant de l'aristocratique famille française Sandelle-Lafitte, a rencontré la jeune orpheline Marta lors d'un voyage transatlantique et l'a épousée en Amérique, avant d'apprendre avec consternation que le seul parent de sa femme est l'oncle Joe Mark, dit « Joe il rosso », qui a la réputation d'être impliqué dans des affaires louches.
Lorsque les jeunes mariés retournent dans la somptueuse villa familiale sur la Côte d'Azur, Marta, en raison de ses origines modestes, n'est pas bien accueillie par la mère de Stefano. Mais peu de temps après, un précieux tableau de Murillo, « Moïse faisant jaillir l'eau des rochers », que la famille s'apprêtait à vendre au Louvre en échange d'une somme d'un million de francs, est volé dans cette même villa.
Marta demande de l'aide à l'oncle Joe, qui ne demande qu'à fuir l'Amérique où il est traqué par des gangsters rivaux de son entreprise. Lorsqu'il arrive à la villa du noble, Stefano, embarrassé, le présente comme un policier américain. Pour son métier, Joe connaît des astuces et même des méthodes d'enquête expéditives. Il ne tarde donc pas à découvrir toute une série de problèmes et de scandales impliquant de nombreux membres de la famille — la duchesse, son autre fille — et même les domestiques.
Finalement, il parvient à récupérer le tableau volé et à découvrir l'auteur du vol. Mais un autre coup de théâtre l'attend : il s'agit d'une contrefaçon. C'est encore Joe qui découvrira la vérité : le vrai tableau a déjà été vendu quarante ans plus tôt par le vieux duc, le grand-père de Stephen, pour rembourser les dettes contractées dans sa jeunesse à cause de sa vie dissolue. Il reviendra donc à Joe de tenter de récupérer la précieuse œuvre d'art en retournant en Amérique.

## Fiche technique
- Titre original italien : Joe il rosso[1]
- Réalisateur : Raffaello Matarazzo
- Scénario : Guglielmo Giannini d'après la pièce homonyme de Dino Falconi (it)
- Photographie : Massimo Terzano (it)
- Montage : Fernando Tropea (en)
- Musique : Umberto Mancini (it), Giovanni Fusco
- Décors : Gastone Medin
- Production : Romolo Laurenti
- Société de production : Lupa film
- Pays de production :  Royaume d'Italie
- Langue originale : italien
- Format : Noir et blanc - 1,37:1 - Son mono - 35 mm
- Durée : 82 minutes
- Genre : Comédie et film de gangsters
- Dates de sortie :
  - Royaume d'Italie : 7 décembre 1936

## Distribution
- Armando Falconi : Joe il rosso
- Luisa Garella : Marta de Sandelle-Lafitte
- Ada Dondini : Duchesse Sophie de Sandelle-Lafitte
- Barbara Monis : Annamaria
- Aristide Baghetti : Duc Gontrano de Sandelle-Lafitte
- María Denis : Marietta Clavel
- Luigi Pavese : Étienne de Sandelle-Lafitte
- Angelo Bizzarri : Giuliano l'Espagnol
- Maria Dominiani : Ziska
- Cesare Zoppetti : Ruggero d'Arment
- Emilio Petacci : le détective Agenore Champol
- Remo Lotti : Germano le majordome
- Ugo Sasso : un gangster
- Raoul Donadoni : un gangster

## Production

### Genèse et développement
Joe il rosso est adapté d'une pièce que Dino Falconi avait écrite pour une représentation théâtrale de son père Armando, alors acteur de théâtre et de cinéma connu et populaire. Il raconte que l'inspiration pour créer ce personnage de gangster étrange et bon enfant lui est venue d'une expérience réelle : une rencontre lors d'une traversée transatlantique, au retour d'un voyage américain, avec un passager qu'il décrit comme « un type curieux, sympathique, serviable, jovial, [et] voué à la contrebande d'alcool, autour duquel j'ai eu l'idée de construire une histoire théâtrale ».
La comédie fut jouée début 1934 avec d'excellents résultats, par une troupe comprenant Evi Maltagliati en plus d'Armando Falconi et d'Ada Dondini dans le film, et son succès sur scène incita l'auteur à l'adapter au cinéma. C'est ainsi que se reforma, avec Falconi lui-même, le couple alors bien établi dans le genre policier — Giannini comme scénariste et Matarazzo comme réalisateur — qui avait déjà réalisé Il serpente a sonagli l'année précédente et qui, dans les mêmes mois de 1936, portait à l'écran L'anonima Roylott, à tel point que les programmations des deux films, assez semblables tant par la distribution que par le cadre « exotique », se chevauchaient parfois dans certaines villes.

### Tournage
Le film est réalisé au cours des mois d'automne 1936 et les extérieurs sont tournés à Quercianella (it), une frazione de Livourne, dans le château de style néo-médiéval connu sous le nom de Villa Jana. L'imaginaire de l'Amérique et de la Côte d'Azur reprend un thème très courant à l'époque, même s'il est critiqué par ceux qui souhaitent orienter le cinéma italien vers une facture plus nationale, à tel point que, dans les mois mêmes où Joe il rosso est tourné, des critiques acerbes sont publiées à l'encontre des « films de gangsters nationaux, entièrement réalisés en Italie avec des moyens italiens (...) On tourne L'Escadron blanc et ils sont toujours là avec le tabarin, les vestes à queue, les blondes platine et les jeunes hommes galants. Le cinéma italien d'aujourd'hui n'a rien à voir avec le cinéma des Américains ». Mais même plus tard, ces décors seront, pour des raisons différentes, très critiqués, « improbables, ridicules et approximatifs », ajoutant que « parfois ces reproductions [en studio] étaient aussi des expédients pour ne pas susciter d'objections de la part des censeurs ».

## Accueil critique
Le film, le cinquième de la filmographie de Matarazzo, commence à circuler dans les salles de cinéma en novembre 1936 et reçoit des commentaires modérément positifs de la part d'une partie seulement de la critique. « Les rires que Joe il rosso a gagnés sous les feux de la rampe », écrit Il Corriere della Sera, « il est probable qu'il les gagne aussi au cinéma, car les péripéties et les blagues qui ont fait sa fortune sont restés substantiellement inchangés. Lorsque le scénariste s'est écarté radicalement de la comédie, il n'a pas été très heureux. Matarazzo a donné du mouvement au film, faisant preuve d'astuce et d'ingéniosité pour absorber la théâtralité du dialogue avec la caméra ». Un jugement semblable à celui de La Stampa, qui parle de « rebondissements souvent amusants, animés par le jeu généreux d'Armando Falconi ; une parodie de film plus ou moins policier ponctuée de quelques maquettes colorées ».
Alors que le Giornale d'Italia reconnaît la « bonne volonté de Matarazzo pour allier suspense et comédie », le film est sévèrement jugé par la Rivista del cinematografo : « minable dans sa réalisation, il est lent et manque d'originalité expressive », dénonçant également dans la critique « une série d'actrices à l'écran qui conduisent aux prévisions les plus noires sur l'avenir de notre cinéma ».